# Anastetha raripila
Anastetha raripila là một loài bọ cánh cứng trong họ Cerambycidae.